# Пауль Шеберґ
Пауль Шеберґ (фін. Paul Sjöberg, 14 липня 1897 — 16 березня 1978) — фінський яхтсмен.
Бронзовий призер Олімпійських Ігор 1952 року в класі 6 метрів.